# Somoskai Faluhét
A Somoskai Faluhét egy 2000 és 2011 között minden évben megrendezett egyhetes magyar hagyományőrző összejövetel (fesztivál) volt Csángóföldön, Somoska faluban. A fesztivál jelmondata: „Tiszteld múltad, őrizd a hagyományt, hogy tudd ki vagy!”.